# 泗南江镇
泗南江镇，是中华人民共和国云南省普洱市墨江哈尼族自治县下辖的一个乡镇级行政单位。
2012年12月28日，云南省人民政府批复同意撤销泗南江乡，设立泗南江镇。

## 行政区划
泗南江镇下辖以下地区：
千岗村、广丰村、巴豆村、西歧村、田房村、落萨村、苏卫村和干坝村。